# CIT Group
Ne doit pas être confondu avec Citigroup ou CITIC Group.
Pour les articles homonymes, voir CIT.
CIT Group Inc. (NYSE : CIT) (abréviation du nom commercial antérieur Commercial Investment Trust) est une entreprise américaine spécialisée dans les services financiers auprès des consommateurs et des sociétés américaines. Fondée en 1908, elle gère en 2009 des actifs dépassant 75 milliards de dollars. Elle est listée sur le Fortune 500 et son titre fait partie du S&P 500. Le siège de la société est à New York et elle emploie environ plus de 7 300 personnes sur la planète.

## Histoire
En 2008, CIT Group a accepté de devenir une banque dans le but de recevoir une aide de 2,3 milliards de dollars dans le cadre du TARP. Cependant, en juillet 2009, le groupe risque de ne pas pouvoir rembourser ses dettes à échéance, ce qui pose un risque sérieux pour les petites entreprises auxquelles elle a prêté,. CIT Group s'est placé le dimanche 1er novembre 2009 sous la protection de la loi sur les faillites (Chapitre 11).
En juillet 2014, CIT Group annonce son intention acquérir la banque californienne OneWest Bank, créée en 2009 et ayant repris beaucoup d'activité d'IndyMac, pour 3,4 milliards de dollars, dont 2 milliards en numéraire.
En octobre 2016, CIT Group vend ses activités de locations d’aéronefs à Avolon Holdings, filiale de HNA Group, pour 10 milliards de dollars.
En octobre 2020, First Citizens BancShares, une banque régionale présente en Caroline du Sud, annonce l'acquisition de CIT Group pour 2,2 milliards de dollars, créant une banque régionale environ 100 milliards de dollars en actifs.

## Activités
Elle occupe une position importante dans les financements commercial, d'équipements, d'affacturage et du transport. Elle offre des prêts dans le cadre du Small Business Administration et des prêts contre garantie d'actifs.

## Principaux actionnaires
Au 14 janvier 2020:
| The Vanguard Group                              | 9,86% |
| First Pacific Advisors                          | 9,19% |
| Mason Capital Management                        | 8,96% |
| JC Flowers Securities                           | 7,40% |
| Greenlight Capital                              | 7,03% |
| Franklin Mutual Advisers                        | 6,77% |
| Capital Research & Management (World Investors) | 5,65% |
| Sound Shore Management                          | 4,89% |
| LSV Asset Management                            | 4,71% |
| Epoch Investment Partners                       | 4,63% |